# Outkivka
Outkovka
Outkivka (ukrainien : Утківка) ou Outkovka (russe : Утковка) est une commune urbaine de l'oblast de Kharkiv, en Ukraine. Elle compte 1 165 habitants en 2021.

## Géographie
La commune est assise sur la rive nord de la rivière Mja, un affluent du Donets, dans le bassin hydrographique du fleuve Don. La commune se trouve à 27 kilomètres au sud-sud-ouest de la ville de Kharkiv.